# Thamnophilus unicolor
Thamnophilus unicolor là một loài chim trong họ Thamnophilidae.